# مديرية وصاب العالي
مديرية وصاب العالي هي إحدى مديريات محافظة ذمار في اليمن. بلغ عدد سكانها 164223 نسمة عام 2004. تتكون من تسعة مخاليف حسب التقسيم الإداري:
1. مخلاف بني الحداد
2. مخلاف جعر
3. مخلاف كبود
4. مخلاف الجبجب
5. مخلاف بني مسلم
6. مخلاف بني شعيب
7. مخلاف القدمة
8. مخلاف نقذ

وكل مخلاف يتكون من عدة عزل.
العزل التابعة للمديرية: عزلة بني الحداد ·  عزلة الروضة ·  عزلة الاصلوح ·  عزلة العتب ·  عزلة الهجرة ·  عزلة الشراقي ·  عزلة نعمان · عزلة الجراني ·  عزلة ضلاف ·  عزلة الكلبيين ·  عزلة القدمة ·  عزلة بهوان ·  عزلة حلبه والمعشار ·  عزلة قاعدة ·  عزلة كالة والأحيام ·  عزلة اجبار عوالي ·  عزلة الشركاء ·  عزلة المربعة ·  عزلة الصلول ·  عزلة الديادير ·  عزلة محزر ·  عزلة الشرقي · عزلة القواتي ·  عزلة الهتارى ·  عزلة بني كنداش ·  عزلة الموسطة ·  عزلة الجدلة ·  عزلة ظهر ·  عزلة العنين ·  عزلة ذي حمد ·  عزلة قشط رماع ·  عزلة بلاد السدح ·  عزلة المنارة ·  عزلة عراف ·  عزلة اجبار سوافل · عزلة يريس ·  عزلة بني كندة ·  عزلة خدمان ·  عزلة مغرم الوسط ·  عزلة الغربي العالي ·  عزلة الغربي السافل ·  عزلة بني الحبيشي ·  عزلة حبر ·  عزلة السيف ·  عزلة ظفران ·  عزلة جبل مطحن ·  عزلة غيثان ·  عزلة الظاهر ·  عزلة صنوة ·  عزلة البيادع · عزلة الكلبين الجنوبي ·  عزلة عرف السمينة · عزلة بني النمار ·  عزلة المحجر ·  عزلة بني شنيف ·  عزلة الاثلوث · عزلة ذي ثمنة ·  عزلة الشوكاء ·  عزلة بني المصنف ·  عزلة الاجعود ·  عزلة بني ربيعة ·  عزلة حمير ·  عزلة بني حفص ·  عزلة شرقي جعر ·  عزلة السنة ·  عزلة زاجد ·  عزلة الأجبار ·  عزلة شرقي كبود ·  عزلة غربي كبود ·  عزلة سبن والرقعي ·  عزلة العول ·  عزلة شجب ·  عزلة بني الوائلي ·  عزلة جبل خيور